# Hraničné Petrovice
Hraničné Petrovice là một làng thuộc huyện Olomouc, vùng Olomoucký, Cộng hòa Séc.